# Tvångsdop
Ett tvångsdop är när myndigheterna i ett land med statlig kristendom genomför dop av småbarn mot föräldrarnas vilja. Tvångsdop utfördes i Sverige när baptisterna under 1840- och 1850-talen talet inte ville låta döpa sina barn, utan låta dem vänta tills de var tillräckligt gamla för att kunna välja själva. Begreppet kan även användas om dop genom tvång som utfördes i samband med tvångskristnanden av olika folkslag under Medeltiden.
Det sista tvångsdopet i Sydsverige, och förmodligen även det sista i Sverige, skedde den 8 januari 1860 i byn Sparrarp i Farstorps socken. men anmälningar av föräldrarna för dopvägran och rapporter om tvångsdop fortsatte en bit in på 1860-talet och i enstaka fall fortsatte föräldrar anmäls för dopvägran in under tidigt 1870-tal.
Den läromässiga grunden för tvångsdop av barn i Svenska kyrkan baserades på tron att barn som dog innan de blivit döpta inte skulle bli frälsta. Den i Sverige vid Uppsala mötes beslut 1593 antagna Augsburgska bekännelsen utgjorde och utgör fortfarande en stomme i Svenska kyrkans lära. I punkt IX som behandlar dopet lär man att "det är nödvändigt till saligheten och att Guds nåd tillbjudes genom dopet samt att barnen böra döpas, för att de genom dopet får frambäras till Gud och så upptagas i hans nåd." Vidare att man "fördöma vederdöparna, som bestrida, att barnen bli frälsta genom dopet". Med ledning av detta ansåg man att baptisterna utgjorde en nyare form av vederdöpare.